# NÖ.Regional
Die NÖ.Regional.GmbH wurde 2015 gegründet und hat die Aufgabe, die Regionalentwicklung in Niederösterreich als Schnittstelle zu den Gemeinden und Bürgern zu koordinieren und zu betreuen.

## Geschichte und Agenden
Am 16. September 2014 wurde mit der Gründung der NÖ.Regional die Regionalentwicklung in Niederösterreich völlig neu organisiert. In Folge wurden mehrere Organisationen aufgelöst (Verein Regionalmanagement NÖ, Landesverband der Dorf- und Stadterneuerung) und deren Leistungen in der neuen Struktur gebündelt. Im Mittelpunkt stand die Weiterentwicklung der Initiativen „Kleinregionen“, „Regionalmanagement“, „Dorf & Stadterneuerung“, „grenzüberschreitende Aktivitäten“, „Mobilitätszentralen“ und verschiedenster Einzelprojekte, sowie eine Strukturreform zugunsten von mehr Transparenz und Vereinfachung für die Gemeinden. Nun hat jede Gemeinde erstmals nur mehr eine konkrete Ansprechperson für alle Agenden der Regionalentwicklung, und diese ist in der NÖ.Regional angesiedelt.
Die Kernaufgabe der NÖ.Regional liegt in der Umsetzung der so genannten Hauptregionsstrategien in Niederösterreich. Um diesen Auftrag bestmöglich zu erfüllen, kooperiert die NÖ.Regional einerseits mit Partnerinstitutionen in der Region, sowie mit Landesabteilungen und -organisationen. Andererseits werden verschiedene Programme (u. a. Landesprogramme, EU-Programme etc.) genutzt, um die Umsetzung der Hauptregionsstrategien auf lokaler, regionaler und landesweiter Ebene in Form von konkreten Maßnahmen zu initiieren, zu begleiten, und durchzuführen.
Die NÖ.Regional ist eine der vier Vorfeldorganisationen der NÖ Landesregierung und kooperiert in diesem Sinne eng mit der NÖ Wirtschaftsagentur ecoplus, der Energie- und Umweltberatung eNu und der Kultur.Region.Niederösterreich – welche gleichzeitig die Grenzen der Zuständigkeit der NÖ.Regional markieren.

## Eigentümerstruktur
Die NÖ.Regional ist in Besitz folgender Eigentümer/Gesellschafter:
- Land Niederösterreich: 51 %
- Verein NÖ Dorf- und Stadterneuerung – Gemeinschaft der Dörfer und Städte: 19 %
- Regionalverband Industrieviertel: 6 %
- Regionalverband noewest-mostviertel: 6 %
- Regionalverband noe-mitte: 6 %
- Regionalverband Waldviertel: 6 %
- Regionalverband Europaregion Weinviertel: 6 %

Die Eigentümerstruktur umfasst alle wichtigen Ebenen für die Regionalentwicklung. Deren Aufgabe ist es im Wesentlichen, die Interessen des Landes, der Gemeinden und deren Bürger im Sinne der Hauptregionsstrategien zu vertreten und zu wahren. Dabei spielen beide Zugänge, sowohl top down als auch bottom up, eine große Rolle.
Die Regionalverbände der fünf Hauptregionen (die in der Raumplanung verwendete regionale Unterteilung Niederösterreichs), setzen sich – in jeder Region etwas unterschiedlich – aus Vertretern der Gemeinden, der Gemeindeverbände, des Städtebundes, der Kleinregionen, der Leader-Managements, des Vereines der NÖ Dorf- und Stadterneuerung oder anderen regional wichtigen Vertretern zusammen.
Der Verein NÖ Dorf- und Stadterneuerung – Gemeinschaft der Dörfer und Städte hat ordentliche, außerordentliche und Ehrenmitglieder. Ordentliche Mitglieder können alle NÖ Dorferneuerungsvereine, regionale Entwicklungsvereine sowie Einzelpersonen, die sich freiwillig in den Bereichen Dorferneuerung, Stadterneuerung und Regionalentwicklung engagieren, sein.

### Kontrollorgane
Die Agenden der NÖ.Regional sind seit 2018 dem Büro des Landesrats für Wohnbau, Arbeit und internationale Beziehungen, Martin Eichtinger, unterstellt.
Der Aufsichtsrat der NÖ.Regional setzt sich aus Vertreterinnen und Vertretern des Landes Niederösterreich, der Regionalverbände, des Gemeindevertreterverbandes (GVV), des Städtebundes, des Vereins NÖ Dorf- und Stadterneuerung, Gemeinschaft der Dörfer und Städte sowie des Betriebsrates zusammen.
Die Generalversammlung hat einen beratenden Beirat zur bereichsübergreifenden Zusammenarbeit und Ressortoptimierung im Bereich der interkommunalen Zusammenarbeit in der Regionalentwicklung in Niederösterreich eingerichtet. Dieser Beirat stimmt die Aktivitäten der NÖ.Regional im Rahmen der Hauptregionsstrategien auf Landesebene ab.

## Management & Bürostandorte
Das Management-Team der NÖ.Regional setzt sich aus den zwei Geschäftsführern, sowie den Leiterinnen und Leitern der einzelnen Bürostandorte und Fachbereiche zusammen.
Die NÖ.Regional unterhält in allen 5 Hauptregionen Niederösterreichs je einen Bürostandort, die Zentrale befindet sich in St. Pölten.

## Tätigkeitsschwerpunkte
Folgende Programme und Themenfelder werden für die Umsetzung der Hauptregionsstrategien genutzt:
- Dorferneuerung
- Stadterneuerung
- Gemeinde21
- Bürgerbeteiligung
- Ortskernbelebung
- Kleinregionen
- Mobilität
- EU-Kooperationen
- Verwaltung des Kleinprojektefonds (KPF)
- Familienaudits
- Digitalisierung
- Gemeindekooperationen